# Arnot
Arnot es un lugar designado por el censo ubicado en el condado de Tioga en el estado estadounidense de Pensilvania. En el año 2010 tenía una población de 332 habitantes.

## Geografía
Arnot se encuentra ubicado en las coordenadas 41°39′43″N 77°7′22″O / 41.66194, -77.12278.